# La Constancia
La Constancia va ser una ferreria del segle xix situada al costat de la platja de San Andrés, a la ciutat de Màlaga, Espanya.
Promoguda per Manuel Agustín Heredia, es va establir el 1833 per a afinar amb carbó mineral el ferro colat que es produïa en els alts forns de Marbella. Va ser una de les ferreries més modernes del món en la seva època, que va arribar a tenir cinc alts forns, vint-i-dos pudler, divuit calderes i vint-i-dues màquines de vapor.
La Constancia funcionava amb hulla que es portava des d'Anglaterra al port de Màlaga a causa de la falta de ports industrials a Astúries que impedia embarcar el carbó asturià fins a Màlaga i feia inviable la seva utilització. No obstant això, per a protegir la producció de carbó d'Astúries, l'Estat gravava la importació de carbó britànic amb taxes de fins al 50%, amb el que resultava excessivament car.
El 1884 va tancar la fosa de Marbella i el 1890 ho va fer La Constancia de Màlaga. L'última vegada que s'encengueren els alts forns malaguenys fou en els anys de la Primera Guerra Mundial per la gran demanda generada pel conflicte bèl·lic. Però una vegada acabada la contesa els alts forns es van apagar per a sempre.